# Lasseria chrysophthalma
Lasseria chrysophthalma är en svampart som beskrevs av Dennis 1960. Lasseria chrysophthalma ingår i släktet Lasseria, ordningen disksvampar, klassen Leotiomycetes, divisionen sporsäcksvampar och riket svampar.   Inga underarter finns listade i Catalogue of Life.